# Battersea Power Station
La Battersea Power Station és una central termoelèctrica inactiva ubicada a Battersea, Londres. S'hi utilitzava el carbó com a matèria primera i va ser la primera d'una sèrie de plantes de gran potència a Anglaterra, en el procés d'introducció del sistema de distribució d'energia "National Grid".
La primera part de l'estructura va ser construïda el 1939, i l'estació va deixar de generar electricitat el 1983, però des de llavors ha esdevingut una de les referències londinenques i és un monument classificat de Grau II*.
Des de llavors, el lloc no s'utilitza, encara que hi va haver diversos intents fallits de reactivació com a finals dels 80 de convertir-lo en un parc temàtic sobre la revolució industrial o transformar-lo en un complex d'hotels i habitatges.
És l'edifici més gran de maó a Europa i es va fer mundialment conegut el 1965 per la seva aparició a la pel·lícula Help!, protagonitzada per The Beatles, i el 1977 a la portada de l'àlbum Animals, de Pink Floyd.
També el cantant Bruce Dickinson, de la banda anglesa Iron Maiden, va gravar un videoclip en la seva etapa solista, el títol de la cançó és Man of Sorrows (1996). A més es va introduir com un nivell jugable al videojoc de Codemasters, Dirt 3. A televisió podem trobar-la en diversos casos, com per exemple l'episodi de Doctor Who, Rise of the Cybermen i també al primer capítol de la segona temporada de Sherlock, la sèrie de la BBC.
El 2008 la Real Estate Opportinities, propietària dels terrenys, va encomanar a l'arquitecte uruguaià Rafael Viñoly la rehabilitació de la zona i de l'antiga central.
El 2011 es va aprovar i va presentar el projecte de US$8.000 milions que inclou la recuperació de l'edifici de l'estació i la creació d'un nou barri amb restaurants, botigues i centres de congressos i reunions. Una de les apostes més importants per al vell edifici és la tornada a la seva activitat original com a generador d'energia, aquesta vegada produint biomassa aprofitant les aigües de riu Tàmesi; la imatge de les seves xemeneies funcionant tornaran a ser part del paisatge londinenc, però ara expulsaran vapor d'aigua en lloc de diòxid de carboni com en els seus inicis.
També, el novembre de 2011, es va celebrar la "nit de gala" del torneig de tennis "Barclays ATP World Tour Finals", on els vuit millors de la temporada 2011 i l'organització de l'Associació de Tennistes Professionals (ATP), patrocinat per la companyia d'elaboració de champagne "Moët & Chandon", van recaptar fons per a l'organització "Save the Children" i a les diferents organitzacions sense ànim de lucre recolzades pels jugadors.
Existeix el rumor que aquest lloc pot allotjar l'estadi del Chelsea en un futur. Es planeja (si es construeix) que la seva capacitat seria de 60.000 espectadors.